# 劉一鶴
劉一鶴（1591年—1622年），原名業鴻，號二清，山東東昌府堂邑縣人，明朝政治人物。

## 生平
萬曆三十七年（1609年）己酉科山東鄉試第四十七名舉人，天啟二年（1622年）中式壬戌科會試第二百五十五名，三甲第三百六名進士。通政司觀政。孝悌潔清，行不由徑，根抵濂洛而畛域不立，人樂近之。既成進士，猶布素也，未仕而卒，入祀鄉賢祠。

## 家族
曾祖劉鈺；祖父劉貴；父劉萃，壽官。